# Apanteles kostylevi
Apanteles kostylevi är en stekelart som beskrevs av Kotenko 1986. Apanteles kostylevi ingår i släktet Apanteles och familjen bracksteklar. Inga underarter finns listade i Catalogue of Life.